# Mars Di Bartolomeo
Mars Di Bartolomeo (Dudelange, 27 de juny de 1952) és un polític luxemburguès.

## Biografia
Després d'assistir a l'institut d'Esch-sur-Alzette, va treballar pel diari Tageblatt entre 1972 i 1984.
Va esdevenir secretari parlamentari pel Luxemburg el partit dels treballadors Socialistes el1984. El 1987, Di Bartolomeo esdevenia un regidor local, i el 1989 va ser elegit membre de la Cambra de Diputats de Luxemburg. L'1 de gener de 1994, Di Bartolomeo esdevenia alcalde de Dudelange. El 2004, va entrar al gabinet com a Ministre de Salut i Seguretat Social.
Després de les eleccions legislatives de 2009, Di Bartolomeo va mantenir els seus càrrec com a Ministre de Seguretat Social i Ministre de Salut, quan el Partit Socialcristià (CSV) i el seu partit van formar un govern de coalició.
Des del 5 de desembre de 2013 és el President de la Cambra de Diputats de Luxemburg.